# Polizeiruf 110: Freitag gegen Mitternacht
Freitag gegen Mitternacht ist ein deutscher Kriminalfilm von Werner Röwekamp aus dem Jahr 1973. Der Fernsehfilm erschien als 16. Folge der Filmreihe Polizeiruf 110.

## Handlung
Gerade noch hat Dr. Dieter Lorenz mit seinen Mitarbeitern die Entwicklung eines neuen Werkstoffs gefeiert. Betrunken verlässt er die Feier vorzeitig und erhält in seinem Büro einen Anruf, den er zwar entgegennimmt, jedoch dem Anrufer am Telefon nichts sagt. Anschließend bricht er in den Kassenraum des Betriebs ein. Als die Alarmanlage losgeht, versucht er zu fliehen, wird jedoch vom Wachmann gestellt. Vor Oberleutnant Peter Fuchs und Leutnant Vera Arndt gibt er vor, betrunken gewesen zu sein. Einen Grund für den Einbruch will er nicht angeben.
Die Ermittler suchen zunächst Dieters Frau Ilse auf. Sie berichtet, dass ihr Mann in den letzten Wochen sehr nervös war. Geldsorgen habe er nicht, da beide so viel verdienen, dass sie von ihrem Gehalt leben können. Dieters Einkommen sparen beide. Ilse gibt den Ermittlern das Sparbuch. Es stellt sich heraus, dass Dieter in den letzten fünf Wochen das gesamte Vermögen von 12.000 Mark abgehoben hat. Peter Fuchs und Vera Arndt finden zudem heraus, dass Dieter sein geliebtes Segelboot verkaufen will. Gründe kennt der Bootsreparateur Schellong, bei dem das Boot untergestellt wurde, nicht. Er weiß nur, dass der Verkauf für 10.000 Mark vor Kurzem geplant war, der Kaufinteressent jedoch kurzfristig absprang. Dieter habe darauf sehr wütend reagiert.
Vera Arndt vermutet, dass Dieter erpresst wird. Sie erfährt, dass er früher ein Verhältnis mit der Ärztin Dr. Brigitte Riedel gehabt hat. Diese berichtet Vera Arndt, dass sie Dieter zuletzt vor vier Wochen gesehen habe. An einem Freitag habe sie mit ihrem Freund Dr. Hannes Weißbach, einem Kollegen von Dieter, ihren Geburtstag nachgefeiert. Dieter sei an dem Abend in ihre Wohnung gekommen, da er Hannes bei der Arbeit brauchte. Beide seien dann zusammen weggefahren. Hannes wiederum habe erst an dem Abend ein Geheimnis erfahren: Brigitte und Dieter haben aus ihrer kurzen Affäre ein Kind. Diese Nachricht erschüttert Hannes, der schon zu Studienzeiten immer gegenüber Dieter benachteiligt wurde. Dennoch will er mit Brigitte eine Familie gründen und sieht sich bereits nach einem gemeinsamen Haus um. Um das Haus bezahlen zu können, braucht er viel Geld.
Peter Fuchs treibt noch ein anderes Detail um: Dieter hat sein nahezu neues Auto kürzlich umspritzen lassen. Er gibt vor, dass ihm die alte Farbe nicht gefallen habe. Von Schellongs Sohn erfährt Peter Fuchs, dass das Auto zudem eine Beule gehabt habe, die er im Zuge des Umspritzens beseitigt habe. Vera Arndt forscht nun nach möglichen Unfällen in der Freitagnacht nach dem Besuch von Brigittes Geburtstagsfeier. Tatsächlich wurde an dem Abend ein Motorrad gestohlen, das wenig später aufgefunden wurde. Es wies starke Unfallspuren auf.
Dieter erhält Besuch von Hannes, der von ihm die ausstehenden 10.000 Mark fordert. Er droht andernfalls Dieter anzuzeigen. Zudem will er dessen Frau von dem unehelichen Kind erzählen. Dieter verweigert eine Zahlung, da Hannes doch bei einer Anzeige „selbst mit drin hänge“. Seiner Frau hat er zuvor bereits das uneheliche Kind gestanden. Hannes geht, er weiß nicht, dass Dieter das Gespräch heimlich mitgeschnitten hat. Bei einem späteren Anruf spielt Dieter Hannes das mitgeschnittene Gespräch vor. Hannes macht sich auf die Suche nach Dieter. Der wendet sich an die Polizei und gibt alles zu. Auf der Fahrt am damaligen Freitag gegen Mitternacht habe er leicht angetrunken einen Motorradfahrer erfasst, der falsch in einen Kreisverkehr eingebogen war. Er hielt den Fahrer für tot. Auf Betreiben von Hannes ließ er den Mann liegen und beging Fahrerflucht. Erst später rief Dieter dann den Notarztwagen an. Der Fahrer wiederum war in Wirklichkeit nur leicht verletzt. Er gesteht im Verhör mit Vera Arndt, dass er das Motorrad vorher gestohlen hatte. Als er den Notarztwagen hörte, ergriff er die Flucht und versenkte das Motorrad wenig später in schlammigem Gebiet.
Dieter erwartet Hannes in seinem Boot. Als Hannes ihn angreifen und das Kassettengerät entwenden will, wird er von der Polizei verhaftet. Auch Dieter wird von Peter Fuchs abgeführt.

## Produktion
Freitag gegen Mitternacht wurde vom 5. Dezember 1972 bis 26. Januar 1973 unter dem Arbeitstitel Zahltag in Berlin und Leipzig gedreht. Die Kostüme des Films schuf Isolde Müller-Claud, die Filmbauten stammen von Christian Neugebauer. Der Film erlebte am 6. Mai 1973 im 1. Programm des Fernsehens der DDR seine Fernsehpremiere.
Es war die 16. Folge der Filmreihe Polizeiruf 110. Oberleutnant Peter Fuchs und Leutnant Vera Arndt ermittelten in ihrem 13. Fall. Wachtmeister Lutz Subras wird zwar als Ermittler genannt, tritt jedoch nicht selbst in Erscheinung.